# 駒宮幸男
駒宮 幸男（こまみや さちお、1952年 - 2024年6月5日）は、日本の物理学者。東京大学名誉教授。素粒子物理学実験を専門とする。
東京大学大学院理学系研究科教授、東京大学素粒子物理国際研究センターのセンター長、早稲田大学理工学術院総合研究所教授を歴任。

## 略歴
- 1952年 - 横浜市生まれ[1]
- 1976年 - 東京大学大学院理学系研究科物理学科卒業
- 1979年 - 東京大学大学院理学系研究科物理学専攻・博士課程中退
- 1979年 - 東京大学理学部 助手
- 1982年 - 理学博士（東京大学）
- 1982年 - ハイデルベルク大学物理学研究所 研究員
- 1986年 - スタンフォード大学スタンフォード線形加速器センター 研究職員
- 1990年 - 東京大学理学部附属素粒子物理国際研究センター 助教授
- 1995年 - 東京大学素粒子物理国際研究センター 教授
- 1999年 - 東京大学大学院理学系研究科 教授
- 2000年 - 東京大学素粒子物理国際研究センター センター長
- 2012年 - ILC戦略会議委員
- 2013年 - リニアコライダー国際推進委員会（リニアコライダー・コラボレーション監督組織）委員長
- 高エネルギー委員会委員長
- 2018年 - 早稲田大学理工学術院総合研究所教授
- 2024年6月5日 - 死去。71歳没[2]。死没日付をもって従四位に叙され、瑞宝小綬章を追贈された[3]。